# Commissione di Stato straordinaria

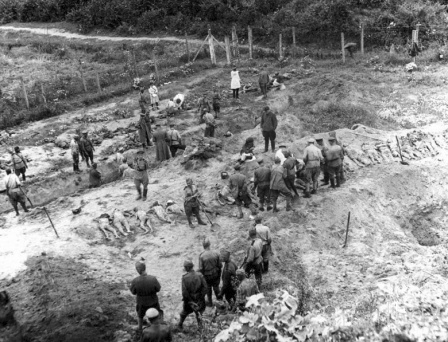
Agenti della Commissione di Stato straordinaria cercano prove dei crimini dei tedeschi nazisti al campo di concentramento di Leopoli, 1944.

La Commissione di Stato straordinaria (in russo государственным предприятиям и учреждениям СССР, ЧГК?, gosudarstvennym predprijatijam i učreždenijam SSSR, ČGK) è stata un'agenzia governativa dell'Unione Sovietica istituita il 2 novembre 1942 dal Consiglio dei commissari del popolo, tramite un decreto del Presidium del Soviet Supremo. La commissione aveva il compito di indagare sui crimini commessi contro l'URSS durante la seconda guerra mondiale e di raccogliere la documentazione che avrebbe potuto confermare le perdite causate dalla Germania nazista. Alcuni dei rapporti preparati dalla commissione esagerarono i crimini nazisti per scopi di propaganda, e sono oggi considerati erronei o completamente inventati.
La ČGK aveva il compito di stimare il risarcimento che la Germania avrebbe dovuto dare all'URSS per i danni inflitti durante la guerra. Questo ruolo specifico dell'agenzia viene spesso riferito dagli storici come il lavoro della "Commissione trofeo" che guidò le proprie brigate dietro le linee del fronte. Il saccheggio di materiali artistici fu diretto da Igor Grabar' dell'Ufficio degli esperti. La commissione divenne strumentale nella rimozione di edifici industriali, materiali e oggetti di valore da tutti i territori occupati dai sovietici durante l'operazione Vistola-Oder dell'Armata Rossa, inclusa l'Ungheria, la Romania, la Finlandia, la Polonia (nei suoi confini pre-bellici) e in seguito la Zona di occupazione sovietica della Germania. Il Comitato delle arti della Commissione, diretto da Andrej Konstantinov, fu incaricato di registrare i trofei artistici e di distribuirli nell'URSS a partire da giugno del 1945. Tra le opere trafugate vi furono quelle rubate dalla Germania nazista alla Lettonia e l'Italia.

## Storia
La commissione fu istituita con il nome ufficiale di "Commissione di Stato straordinaria per l'accertamento e per l'indagine dei crimini perpetrati dagli invasori fascisti tedeschi e dai loro complici" (in russo Чрезвычайная государственная комиссия по установлению и расследованию злодеяний немецко-фашистских захватчиков?, Črezvyčajnaja gosudarstvennaja komissija po ustanovleniju i rassledovaniju zlodejanij nemecko-fašistskich zachvatčikov). Tra gli scopi dell'agenzia vi era "la punizione per i crimini degli aggressori fascisti e tedeschi". Secondo i dati della commissione, oltre 32 000 organizzazioni regolari presero parte ai lavori del ČGK, con la partecipazione di 7 milioni di cittadini sovietici attivi nella raccolta di materiali e prove. I primi 27 rapporti del ČGK costituirono la maggior parte del materiale probatorio portato al processo di Norimberga e a quelli per i crimini di guerra giapponesi. I rapporti furono pubblicati in inglese sul quotidiano Soviet War News edito dal Dipartimento editoriale dell'ambasciata sovietica a Londra. Il primo rapporto, Protocol on the plunder by the German–Fascist invaders of Rostov Museum at Pyatigorsk, fu pubblicato il 28 giugno 1943 mentre l'ultimo, Statement on "Material Damage caused by the German-Fascist invaders to state enterprises and institutions, collective farms, public bodies and citizens of the U.S.S.R", fu pubblicato il 18 settembre del 1945. Una raccolta completa dei 27 comunicati originali emessi dalla commissione furono inclusi della pubblicazione Soviet Government Statement on Nazi Atrocities.

### Comunicati
Alcuni dei rapporti preparati dalla commissione sono oggi considerati errati o falsificati. In particolare, il comunicato dal titolo Finland demasked, pubblicato il 24 agosto del 1944, affermava che la Finlandia aveva internato l'intera popolazione sovietica dei territori occupati nei campi di concentramento della Carelia orientale durante la guerra di continuazione (1941-1944), durante la quale morì il 40% dei sovietici secondo la commissione.
Un'altra falsificazione, confermata dalla Duma di Stato russa, riguardava il comunicato del 24 gennaio 1944 sul massacro di Katyn' (1940), pubblicato con il titolo The Truth about Katyn. Secondo questo rapporto, le fucilazioni di massa dei prigionieri polacchi sarebbero state commesse dai tedeschi, ma in realtà il massacro fu ordinato dallo stesso Iosif Stalin. La verità fu svelata per la prima volta dalla Commissione internazionale di Katyn' ma solamente con la declassificazione e la pubblicazione dei documenti segreti da parte del governo sovietico fu confermata la colpevolezza dell'URSS. I rapporti provarono che 21 857 internati e prigionieri di guerra polacchi furono fucilati dall'Unione Sovietica dopo il 3 aprile del 1940, inclusi 14 552 prigionieri dai tre più grandi campi sovietici per prigionieri di guerra in quel periodo. Del numero totale di vittime, 4 421 ufficiali furono uccisi uno per uno al monastero di Optina a Kozel'sk, 3 820 al campo per prigionieri di guerra di Starobil's'k e 6 311 al campo di Ostaškov, oltre a 7 305 polacchi eliminati segretamente nelle prigioni politiche nella RSS Bielorussa e Ucraina. Il capo del dipartimento dell'NKVD, il Maggior generale P. K. Soprunenko, organizzò delle "selezioni" tra gli ufficiali polacchi da essere uccisi a Katyn' o altrove.

## Brigate sovietiche dei trofei
Durante la seconda guerra mondiale, l'Unione Sovietica formò delle speciali "Brigate dei trofei" all'interno dell'Armata Rossa, con lo scopo di rimuovere gli oggetti di valore dai territori occupati (Germania inclusa) e di portarli nell'URSS, di solito tramite treni convogli. La "Commissione per la ricezione e la registrazione dei trofei di valore" fu istituita poco dopo la fine della guerra, nell'aprile del 1945, ma venne presto sciolta quando fu sopraffatta dal gran numero di oggetti inviati nell'URSS dai soldati. Agli inizi del 1946, furono inviati circa 12500 casse di libri e documenti, assieme ad altri beni di valore dalle biblioteche tedesche, che furono ricollocati nel Museo statale di storia di Mosca e all'Ermitage di Leningrado, e in aree remote come la RSS Turkmena e Tagika. Nell'aprile del 1998, con il governo di Boris El'cin, la Duma nazionalizzò questi beni e revocò la proprietà su quelli situati ancora nelle terre straniere.
Il compito delle Brigate-trofeo includeva lo smantellamento di qualunque struttura vantaggiosa in Germania per usarla nella ricostruzione dell'economia sovietica, come risarcimento per i danni subiti durante l'invasione nazista.
Vladimir Šabinsky, un ufficiale sovietico che successivamente si rifugiò ad ovest, diede la sua testimonianza personale del suo servizio come membro di una brigata trofeo.
La sezione libraria delle Brigate trofeo era nota come l'"Agenzia di Stato per la letteratura" o "Gosfond". Il governo sovietico creò questa agenzia per spartire i libri e i volumi confiscati ai tedeschi tra le varie biblioteche e istituzioni culturali dell'URSS, aumentando le collezioni esistenti e aggiungendo materiali importanti. Tuttavia, l'agenzia fu sommersa dal gran numero di libri spediti dalla Germania e il suo esercizio divenne un processo meccanico di distribuzione, e le biblioteche beneficiarie non furono in grado di acquisire le opere o, in molti casi, di immagazzinarli.
Il tenente colonnello Margarita Rudomino, direttrice della Biblioteca per la letteratura straniera di Mosca e associata al gruppo del Comitato statale plenipotenziario di difesa speciale nonché membra della Brigata trofeo, argomentò che la Biblioteca tedesca (Deutsche Bibliothek-Deutsche Bücherei) in Lipsia era necessaria per la ricostruzione della Germania e dell'identità culturale tedesca. Così più di due milioni di volumi furono evacuati in Turingia per poi essere riportati alla biblioteca di Lipsia. Tuttavia, Rudomino discusse il ritorno dei libri dalla Sächsische Landesbibliothek di Dresda, poiché i volumi furono inviati nell'URSS per errore e di conseguenza alcuni di questi furono restituiti nel 1957.
Non tutti i trasferimenti furono effettuati con successo. Molti dei libri inviati nell'URSS dal Gosfond e le varie Brigate trofeo non beneficiarono né i sovietici né nessun altro. Con il numero sorprendente di materiali ricevuti, spesso venivano consegnai a biblioteche e istituti minori, che spesso ricevevano materiali completamente inappropriati per le loro funzioni. Di conseguenza, molti dei beni furono conversati in maniera disordinata, raramente catalogati o inventariati, e spesso venivano distrutti per negligenza e inattenzione. I beni ricercati dai grandi istituti di ricerca furono inviati invece a piccole biblioteche pubbliche e stazioni agricole, dove i libri non furono mai catalogati e non poterono essere richiamati per un prestito tra biblioteche o per altre attività utili.

## Membri della commissione
Il decreto del 2 novembre 1942 emanato dal Soviet Supremo dell'URSS confermò la nomina dei seguenti membri della commissione:
- Nikolaj Michajlovič Švernik (1888–1970) Presidente
- Nikolaj Nilovič Burdenko (1876–1946)
- Boris Evgenevič Vedeneev (1884–1946)
- Valentina Stepanovna Grizodubova (1910–1993)
- Andrej Aleksandrovič Ždanov (1896–1948)
- Metropolita Nicola (nato Boris Dorofeevič Jaruševič) di Kiev e della Galizia (1892–1961)
- Trofim Denisovič Lysenko (1898–1976)
- Evgenij Viktorovič Tarle (1875–1955)
- Aleksej Nikolaevič Tolstoj (1882–1945)
- Il'ja Pavlovič Trainin (1886–1949)

## Lista di rapporti consegnati a Norimberga
Al tribunale militare internazionale di Norimberga, l'accusa sovietica introdusse 31 rapporti stilati dalla ČGK come prove per il processo:
- USSR-1   Rapporto della Commissione di Stato straordinaria sulle atrocità nella regione di Stavropol'
- USSR-2   Rapporto della Commissione di Stato straordinaria sulla distruzione dell'industria, ecc. nella regione di Stalino
- USSR-2(a)  Rapporto di una commissione speciale sui crimini a Stalino
- USSR-4   Rapporto della Commissione di Stato straordinaria sulla causa di morti attraverso la diffusione epidemica di tifo
- USSR-5   Rapporto della Commissione di Stato straordinaria sul "Gross-lazarett" nella città di Slavuta
- USSR-6   Rapporto della Commissione di Stato straordinaria sui crimini nella regione di Leopoli
- USSR-8   Rapporto della Commissione di Stato straordinaria sui crimini nei campi di morte nazisti di Auschwitz
- USSR-7   Rapporto della Commissione di Stato straordinaria sulle atrocità in Lituania
- USSR-9   Rapporto della Commissione di Stato straordinaria sulle atrocità a Kiev
- USSR-29  Rapporto congiunto polacco e sovietico della Commissione di Stato straordinaria
- USSR-35  Rapporto della Commissione di Stato straordinaria sulle perdite sostenute da imprese e stabilimenti di Stato
- USSR-37  Rapporto della Commissione di Stato straordinaria sui crimini nella città di Kup"jans'k
- USSR-38  Rapporto della Commissione di Stato straordinaria sui crimini tedeschi nella città di Minsk
- USSR-39  Rapporto della Commissione di Stato straordinaria sulle atrocità in Estonia
- USSR-40  Rapporto della Commissione di Stato straordinaria riguardo alla distruzione e alle atrocità nella riserva Puškin dell'Accademia delle scienze dell'URSS
- USSR-41  Rapporto della Commissione di Stato straordinaria sui crimini in Lettonia
- USSR-42  Rapporto della Commissione di Stato straordinaria sui crimini nella città di Krasnodar e dintorni
- USSR-43  Rapporto della Commissione di Stato straordinaria sui crimini a Charkiv e dintorni
- USSR-45  Rapporto della Commissione di Stato straordinaria sui crimini nella città di Rovno e dintorni
- USSR-46  Rapporto della Commissione di Stato straordinaria sui crimini a Orel e dintorni
- USSR-47  Rapporto della Commissione di Stato straordinaria sulle atrocità nella città di Odessa e dintorni
- USSR-49  Rapporto della Commissione di Stato straordinaria datato 13 settembre 1944: distruzione delle opere d'arte e dei tesori artistici
- USSR-50  Rapporto della Commissione di Stato straordinaria sulla distruzione dei monumenti a Novgorod
- USSR-54  Rapporto di una commissione speciale sovietica, 24 gennaio 1944, riguardo alla fucilazione degli ufficiali polacchi prigionieri di guerra nella foresta di Katyn'
- USSR-55  Rapporto della commissione speciale sovietica sui crimini nella città di Krasnodar e dintorni
- USSR-56  Rapporto della Commissione di Stato straordinaria sulle atrocità commesse a Smolensk e dintorni
- USSR-63  Rapporto della Commissione di Stato straordinaria sui crimini a Sebastopoli e in altre città
- USSR-246 Rapporto della Commissione di Stato straordinaria dell'Unione Sovietica riguardo alla distruzione di edifici ecclesiastici
- USSR-248 Rapporto della Commissione di Stato straordinaria riguardo alla distruzione dell'Istituto psicopatico di Kiev
- USSR-249 Rapporto della Commissione di Stato straordinaria sulle atrocità tedesche di Kiev
- USSR-279 Rapporto della Commissione di Stato straordinaria sui crimini nella città di Viazma e altre nella regione di Smolensk
- USSR-415 Rapporto della Commissione di Stato straordinaria sui crimini commessi contro i prigionieri di guerra sovietici nel campo di Lamsdorf

Soltanto uno di questi rapporti, l'USSR-54 (in tedesco) riguardante il massacro di Katyn', appare nella versione inglese della "Serie blu" di prove del tribunale di Norimberga. Una nota dell'editore afferma che "l'assenza di uno staff editoriale sovietico [rese] impossibile la pubblicazione di qualsiasi documento in russo". Di conseguenza, tutte le 51 prove sovietiche incluse nella serie blu sono tutte scritte in inglese o in tedesco.